# Richard LeParmentier
Richard LeParmentier (Pittsburgh, 16 luglio 1946 – Austin, 15 aprile 2013) è stato un attore statunitense.

## Biografia
Sposato con l'attrice inglese Sarah Douglas nel 1981, divorziò nel 1984.
Ha lavorato in molti film e serie tv americane e inglesi (si trasferì a Bath), spesso con la sua ex moglie. I ruoli più importanti che ha ricoperto sono in Star Wars e in Chi ha incastrato Roger Rabbit.
Ambasciatore dello Star Wars Outer Rim Alliance e socio onorario dell'Allied Force Fan Club, ha partecipato a numerosi congressi su Star Wars.
LeParmentier morì improvvisamente all'età di 66 anni il 15 aprile 2013, mentre era in visita dalla sua famiglia a Austin.

## Filmografia

### Cinema
- Stardust: Una stella nella polvere (Stardust) (1974)
- Rollerball (Rollerball) (1975)
- Guerre stellari (Star Wars) (1977)
- Gli uomini della terra dimenticata dal tempo (The People That Time Forgot) (1977)
- The Music Machine (1979)
- Silver Dream Racer (1980)
- Superman II (Superman II), regia di Richard Lester (1980)
- Octopussy - Operazione piovra (Octopussy) (1983)
- Chi ha incastrato Roger Rabbit (Who Framed Roger Rabbit), regia di Robert Zemeckis (1988)
- The Berlin Conspiracy (1992)
- Superman II: The Richard Donner Cut (2006)

### Televisione
- Play for Today - serie TV, episodio "Housewives' Choice" (1976)
- Spazio 1999 (Space: 1999) - serie TV, episodio 2x21 (1977)
- Lillie - miniserie TV (1978)
- Il ritorno di Simon Templar (Return of the Saint) - serie TV, episodio 1x12 (1978)
- Hazell - serie TV, episodio "Hazell Gets the Part" (1979)
- I professionals (The  Professionals) - serie TV, episodio "Need to Know" (1980)
- Shine on Harvey Moon - serie TV, episodio "Hail the Conquering Hero" (1982)
- We'll Meet Again - serie TV (1982)
- Reilly: The Ace of Spies - miniserie TV (1983)
- L'ora del mistero (Hammer House of Mystery and Suspense) - serie TV, episodio 1x09 (1986)
- London Embassy - miniserie TV (1987)
- Worlds Beyond - serie TV, episodio "Captain Randolph" (1987)
- Capital City - serie TV, episodi 18 (1989-1990)

## Doppiatori italiani
Nelle versioni in italiano delle opere in cui ha recitato, Richard LeParmentier è stato doppiato da:
- Claudio Fattoretto in Chi ha incastrato Roger Rabbit, The Berlin Conspiracy
- Pietro Biondi in Guerre Stellari
- Paolo Buglioni in L'ora del mistero